# Gesamtministerium Metzsch-Reichenbach II
Das Gesamtministerium Metzsch-Reichenbach II bildete vom 10. Februar 1902 bis 30. April 1906 die von König Albert und seinen Nachfolgern Georg und Friedrich August III. berufene Landesregierung des Königreiches Sachsen. 
| Amt                                                   | Name                                                                                    |
| ----------------------------------------------------- | --------------------------------------------------------------------------------------- |
| Vorsitzender des Gesamtministeriums, Äußeres, Inneres | Georg von Metzsch-Reichenbach                                                           |
| Justiz                                                | Victor Alexander von Otto                                                               |
| Finanzen                                              | Konrad Wilhelm von Rüger                                                                |
| Kultus und öffentlicher Unterricht                    | Paul von Seydewitz                                                                      |
| Krieg                                                 | Paul von der Planitz, 10. Februar 1902 – 19. August 1902 Max von Hausen, ab August 1902 |